# Exochus pallipes
Exochus pallipes är en stekelart som först beskrevs av Motschoulsky 1863.  Exochus pallipes ingår i släktet Exochus och familjen brokparasitsteklar. Inga underarter finns listade i Catalogue of Life.